# Bataille de Noyon (1918)
Première Guerre mondiale
Batailles
Front d'Europe de l’Ouest
- Liège (8-1914)
- Namur (8-1914)
- Frontières (8-1914)
- Anvers (9-1914)
- Grande Retraite (9-1914)
- Marne (9-1914)
- Course à la mer (9-1914)
- Yser (10-1914)
- Messines (10-1914)
- Ypres (10-1914)
- Givenchy (12-1914)
- 1re Champagne (12-1914)
- Hartmannswillerkopf (1-1915)
- Neuve-Chapelle (3-1915)
- 2e Ypres (4-1915)
- Colline 60 (4-1915)
- Artois (5-1915)
- Festubert (5-1915)
- Quennevières (6-1915)
- Linge (7-1915)
- 2e Artois (9-1915)
- 2e Champagne (9-1915)
- Loos (9-1915)
- Verdun (2-1916)
- Redoute Hohenzollern (3-1916)
- Hulluch (4-1916)
- 1re Somme (7-1916)
- Fromelles (7-1916)
- Arras (4-1917)
- Vimy (4-1917)
- Chemin des Dames (4-1917)
- 3e Champagne (4-1917)
- 2e Messines (6-1917)
- Passchendaele (7-1917)
- Cote 70 (8-1917)
- 2e Verdun (8-1917)
- Malmaison (10-1917)
- Cambrai (11-1917)
- Bombardements de Paris (1-1918)
- Offensive du Printemps (3-1918)
- Lys (4-1918)
- Aisne (5-1918)
- Bois Belleau (6-1918)
- 2e Marne (7-1918)
- 4e Champagne (7-1918)
- Château-Thierry (7-1918)
- Le Hamel (7-1918)
- Amiens (8-1918)
- Cent-Jours (8-1918)
- 2e Somme (9-1918)
- Bataille de la ligne Hindenburg
- Meuse-Argonne (10-1918)
- Cambrai (10-1918)

Front italien
Front d'Europe de l’Est
Front des Balkans
Front du Moyen-Orient
Front africain
Bataille de l'Atlantique
La bataille de Noyon est un ensemble de combats de la Première Guerre mondiale qui se sont déroulés au cours de la bataille du Kaiser déclenchée par l’armée allemande le 21 mars 1918. Elle débuta le 24 mars au matin et se prolongea jusqu’au 30 avril.

## Contexte historique
Le 21 mars 1918, l’armée allemande ayant rapatrié les troupes du front russe, lança une grande offensive la bataille du Kaiser ou Offensive de printemps. L’objectif était d’enfoncer le front allié et de séparer les troupes britanniques des troupes françaises. Le front allié fut percé de part et d’autre de Saint-Quentin, les Allemands avançant rapidement vers Amiens. Les divisions allemandes du général von Hutier avancèrent en direction de Noyon pour marcher ensuite vers Paris.

## Les combats au nord de Noyon

### L'avancée allemande en direction de Noyon
Le général Pellé, commandant le 5e Corps d’armée français reçut la mission d’entraver l’avancée allemande. La 1re et la 9e divisions françaises et les éléments de la 5e armée britannique devaient barrer la route de Compiègne et de Paris à l’armée allemande.
Le 22 mars, le général Pellé installa son PC dans l’hôtel de ville de Noyon pendant que les soldats français prenaient position entre Noyon et Guiscard.

Le 23, les Allemands prennent Ham alors que le général Gamelin commandant la 9e division d’infanterie organisait la défense du Noyonnais depuis Flavy-le-Meldeux et Le Plessis-Patte-d'Oie. Le 24, les Allemands prennent Golancourt. La population civile et des soldats britanniques et français se replient alors dans Noyon.

La 9e division d’infanterie française dut affronter six divisions allemandes (1re bavaroise, 5e de la garde, 10e, 34e, 36e et 45e de réserve) soutenues par trois divisions en réserve (les 9e, 33e et 37e). Le 25 mars, la 9e division d’infanterie française reçut le renfort de la 1re division d’infanterie pour appuyer une contre-attaque vers Guiscard. Les Allemands prirent de court les Français mais furent contenus à Crisolles.

### Les troupes allemandes entrent dans Noyon
L'ennemi reprit son attaque le 24 mars (2 17 h, l’armée française fut contrainte de se replier sur les hauteurs de Noyon. Le général Gamelin décida alors de dégager son artillerie et de la regrouper à Dreslincourt et à Cambronne-lès-Ribécourt pour constituer un nouveau front sur la ligne Pont-l'Évêque-Porquéricourt.
À 18 heures, le 57e RI vint renforcer la 1re DI au hameau de Tarlefesse avec comme consigne : « Tenir le plus longtemps possible la lisière nord de Noyon et interdire l'accès du canal du Nord en construction, vers son aboutissement à la grande route de Noyon. »  Pendant ce temps, l'évacuation des civils se poursuivit malgré l’incendie qui ravageait les dépôts d'approvisionnements britanniques.
À 22 heures, les Allemands entrèrent dans les quartiers nord de Noyon. Le 57e RI résista pour permettre au 123e RI de prendre position sur la ligne Pont-l'Evêque-Mont Renaud. Vers 23 heures, le repli des derniers soldats français put commencer.
Le 26 mars, à 2 heures du matin, l'ordre de rompre le combat et de se replier sur la ligne Pontoise-lès-Noyon-Sempigny-Mont Renaud fut donné. À 6 heures du matin, Noyon était totalement aux mains des Allemands.

## Les combats du Mont Renaud

### Bombardement de Noyon par l'artillerie française depuis le Mont Renaud
Du 26 au 30 mars, la bataille de Noyon se prolongea par les combats du Mont Renaud. La ville étant aux mains de l’ennemi, l’artillerie française positionnée sur les hauteurs dominant la cité fit pleuvoir sur elle un déluge d'obus de 180 et de 300 mm qui stoppa les Allemands dans leur progression vers Compiègne.
Le commandant de le 9e batterie du 283e régiment d’artillerie nota dans son rapport : « Encore intacte le matin, la ville de Noyon abandonnée par ses habitants, était le soir une cité lugubre attendant la mort […] ».
Un soldat allemand du 283e RA[pas clair], témoin de cette lutte acharnée, écrivit : « La jolie ville de Noyon, avec sa magnifique cathédrale encore intacte au bout de trois ans de guerre de 1914 à 1917, a été en moins de trois semaines réduite en un monceau de ruines sous le feu de l'artillerie française du plus gros calibre. »
La ligne Pont-l'Evêque - Mont Renaud mis en place par le Général Gamelin tint. Malgré les bombardements continuels de l’artillerie française, les Allemands réussirent à tenir Noyon grâce, en partie, aux stocks intacts de ravitaillements abandonnés par les Britanniques.
Le 25 mars 1918, les Français de la 35e division, venue de la Marne deux jours plus tôt, renforcèrent les 1re et 9e divisions. L’objectif étant d’arrêter les troupes allemandes qui menaçaient Noyon et la montagne de Porquéricourt.

### L'armée allemande à l'assaut du Mont Renaud
Le 26 mars, des éléments de l’armée allemande gagnèrent les pentes du Mont Renaud afin de prendre le château. Le lendemain, les soldats français prirent position sur les anciennes lignes de 1917. À l’aube, les Allemands lancèrent deux assauts sur le Mont Renaud avec des obus à gaz, sans succès.
Quatre nouvelles divisions allemandes prirent position pour enlever le Mont Renaud aux Français. Le 30 mars, sous une pluie battante les 33e, 34e, 7e et 10e divisions d’infanterie allemandes lancèrent une attaque générale dans le secteur de Passel, et du Mont Renaud. La 33e D.I. s’empara de la partie Nord du Mont Renaud puis, du chemin de Passel à Pont-l’Evêque. Les mitrailleuses françaises ouvrirent le feu dès le début de l’attaque avec le soutien des batteries de 75 et 105 mm dissimulées dans les bois de la Carmoye et d’Attiche. Malgré un feu roulant intense, les Allemands s’installèrent sur les pentes et dans le bois du Mont Renaud.
Le 6 avril, une nouvelle offensive fut lancée à 14 heures mais le 130e régiment d’infanterie allemand subissant de lourdes pertes dut renoncer.

### L'armée française contre-attaque
Le 10 avril, les Français attaquèrent le mont Renaud par surprise. Ils prirent rapidement la première ligne allemande malgré le bombardement ennemi. Par cinq contre-attaques successives, les fantassins allemands du 130e RI et du 135e RI parvinrent à récupérer partiellement leurs lignes.
L’armée française poursuivit l’attaque le lendemain et le surlendemain. Le mont Renaud fut repris par les Français mais le 13, une contre-attaque allemande ruina leurs efforts. Cependant, au soir de cette sanglante journée, le 57e régiment d’infanterie français repoussa deux assauts allemands.
Le 15 avril, les Allemands de la 33e division d’infanterie attaquèrent au lance-flamme.

### Derniers assauts allemands sur le mont Renaud
Le 30 avril, après quinze jours de préparation et malgré les tirs de l’artillerie française, les Allemands attaquèrent le Mont Renaud. Des milliers d’obus à gaz furent tirés sur les troupes françaises des 123e et 139e RI, toutes les lignes furent enfoncées. Des poilus se réfugièrent dans les caves du château et tirèrent dans le dos des Allemands à travers les soupiraux. Dans l’après-midi, un bataillon du 123e RI amalgamé au 57e RI contre-attaqua et reprit le château dans une lutte aux corps à corps.

## Conséquences
Même si les premières lignes ne furent pas reprises à l'ennemi, l’objectif de l'armée française était atteint, la route de Paris restait sous son contrôle, inaccessible aux troupes allemandes.
Dès lors, l’état-major allemand abandonna son offensive sur le mont Renaud et concentra ses forces en vue d’une attaque sur le Chemin des Dames.

## Bilan
Au total le mont Renaud subit vingt-trois assauts de l’ennemi. Le 57e régiment d’infanterie français stoppa vingt-deux assauts et participa à seize attaques. Le dernier assaut allemand fut supporté par le 123e RI.
Pour la sauvegarde de la route de Paris, les pertes françaises s’élevèrent à 721 hommes mis hors de combat en trente-six jours d'affrontement pour le 57e RI et le 123e RI perdit de 369 hommes pour la seule journée du 30 avril 1918.

## Lieu de mémoire
Sur le mont Renaud :
- Plaque commémorative, apposée sur le mur de la ferme du Mont-Renaud, en souvenir de l'engagement de la 35e D.I., qui dès le 25 mars 1918, lutta pour barrer la route aux troupes de la XVIIIe armée allemande du général von Hutier.
- Stèle à la mémoire du 57e RI, près du jardin potager de la ferme du Mont-Renaud. La stèle fut inaugurée le 29 mai 1954.

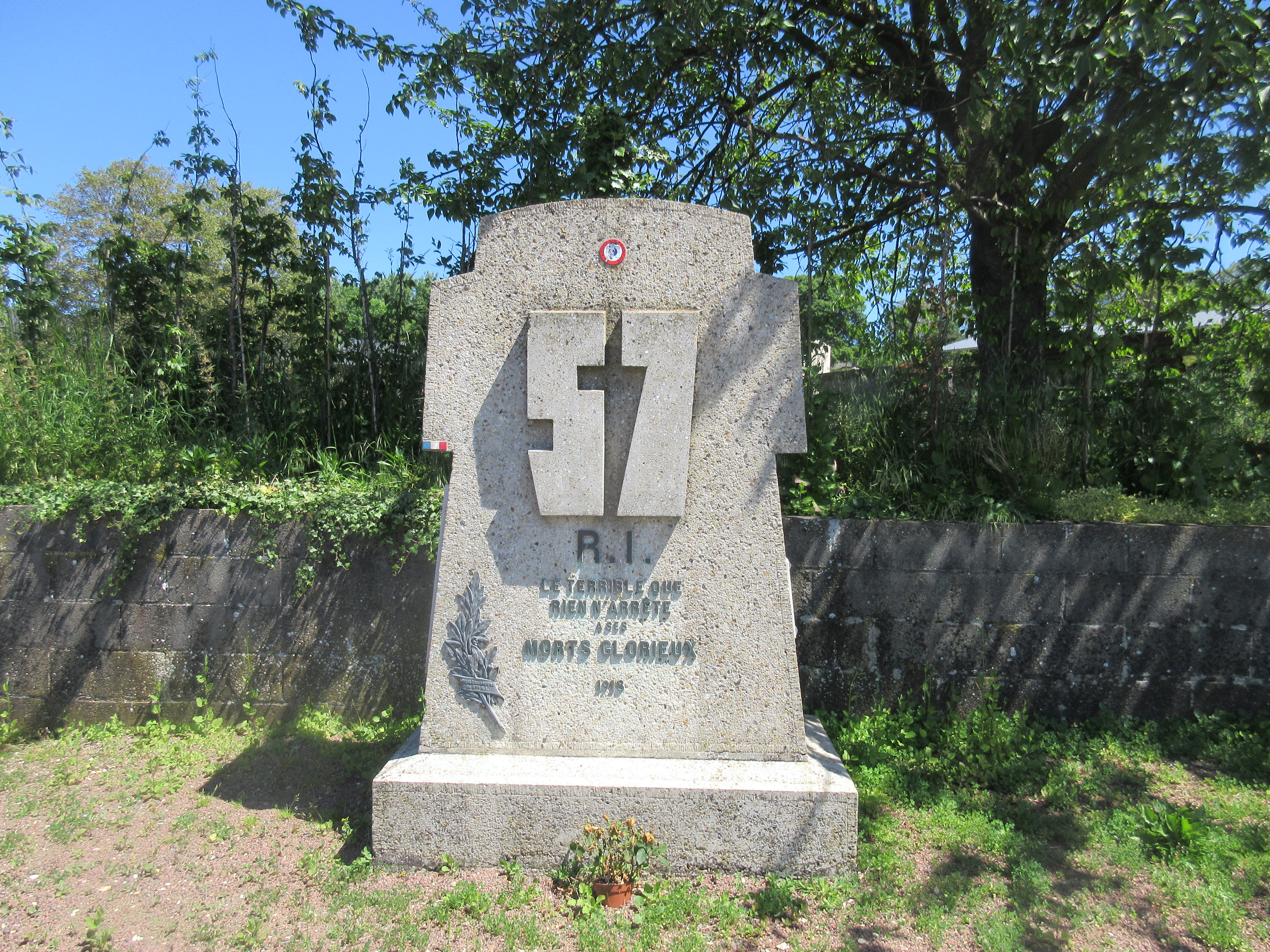
Stèle à la mémoire du 57e RI sur le Mont-Renaud à Noyon

## Postérité
Le lieutenant de réserve du 57e régiment d'infanterie Georges Gaudy, membre de l'Action française, narre la bataille de Noyon dans son livre L’agonie du Mont-Renaud en 1921.